# Gare du Nord metróállomás
A Gare du Nord egy metróállomás Franciaországban, Párizsban a párizsi metró 4-es és 5-ös metróvonalán. Felette az azonos nevű vasúti pályaudvar található, ahonnan vonatok indulnak Franciaország és Európa különböző nagyvárosaiba. Tulajdonosa és üzemeltetője a RATP.

## Nevezetességek a közelben
- Paris Gare du Nord

## Metróvonalak
Az állomást az alábbi metróvonalak érintik:
- 4-es metróvonal
- 5-ös metróvonal

## Kapcsolódó állomások
A metróállomáshoz az alábbi állomások vannak a legközelebb:
- Barbès – Rochechouart (Porte de Clignancourt, 4-es metróvonal)
- Gare de l’Est (Bagneux–Lucie Aubrac metróállomás, 4-es metróvonal)
- Gare de l’Est (Place d’Italie, 5-ös metróvonal)
- Stalingrad (Bobigny – Pablo Picasso, 5-ös metróvonal)

## Galéria

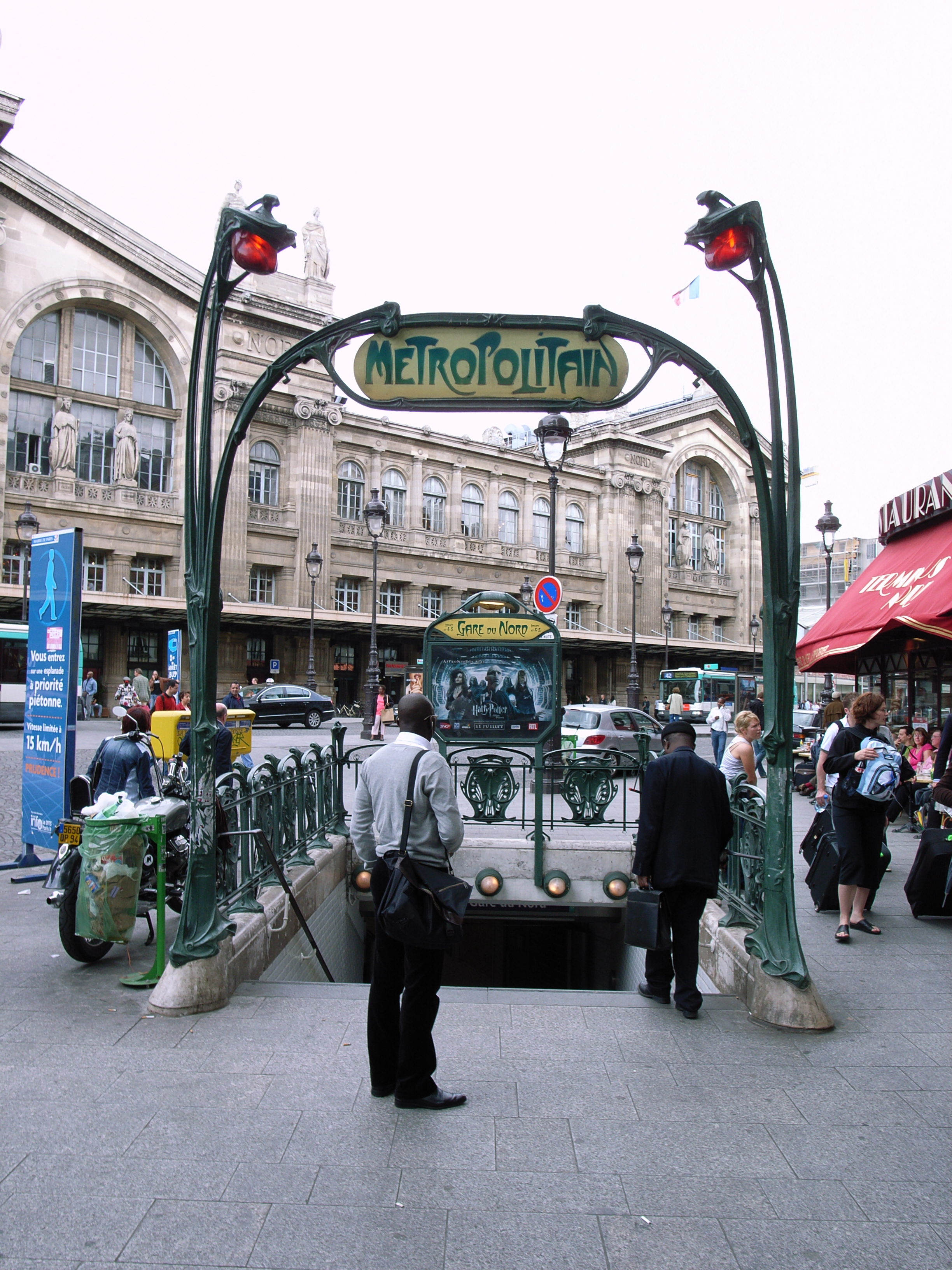
A metróállomás egyik lejárata az utcán
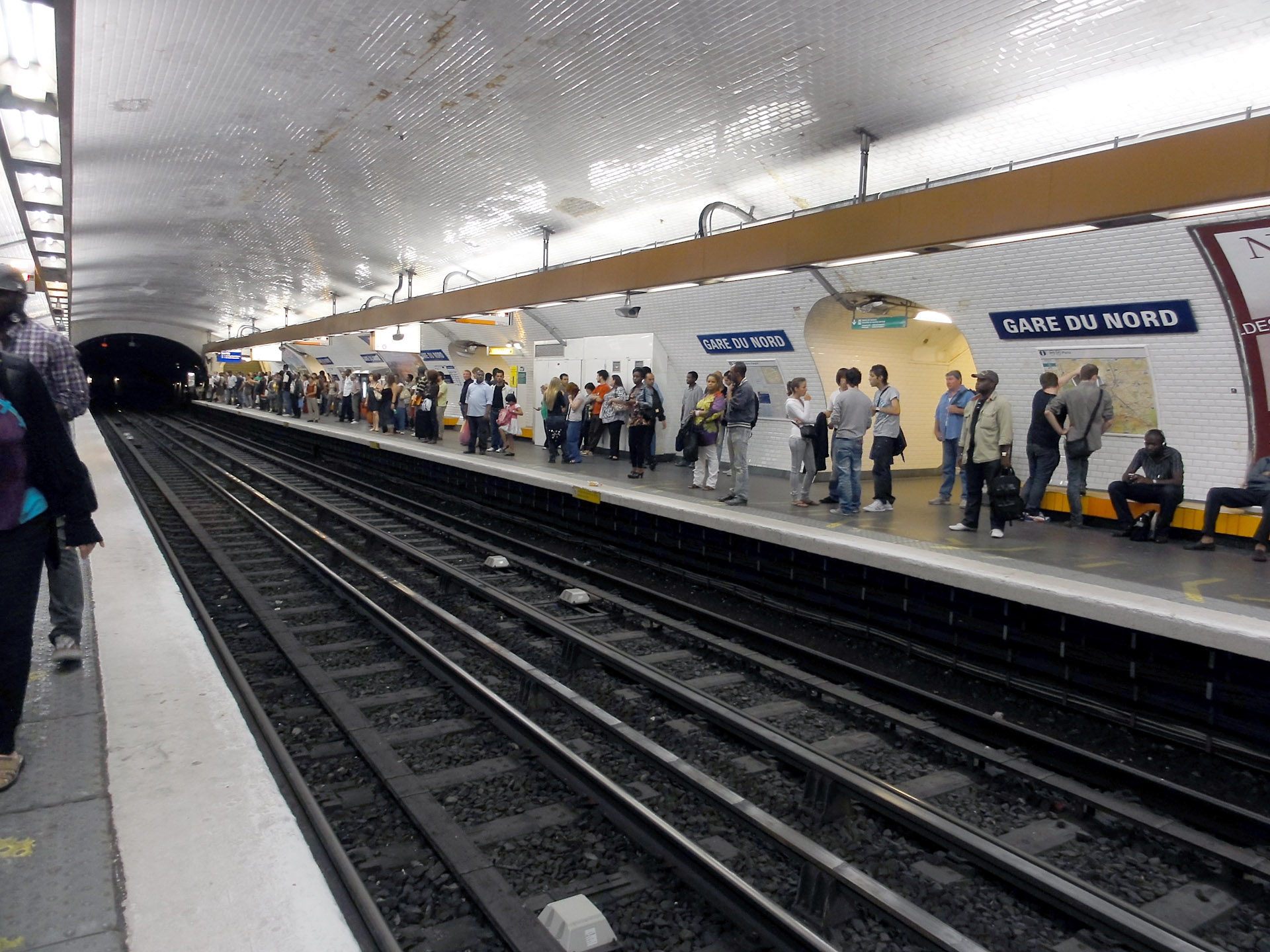
Az 5-ös metróvonal peronjai az állomáson
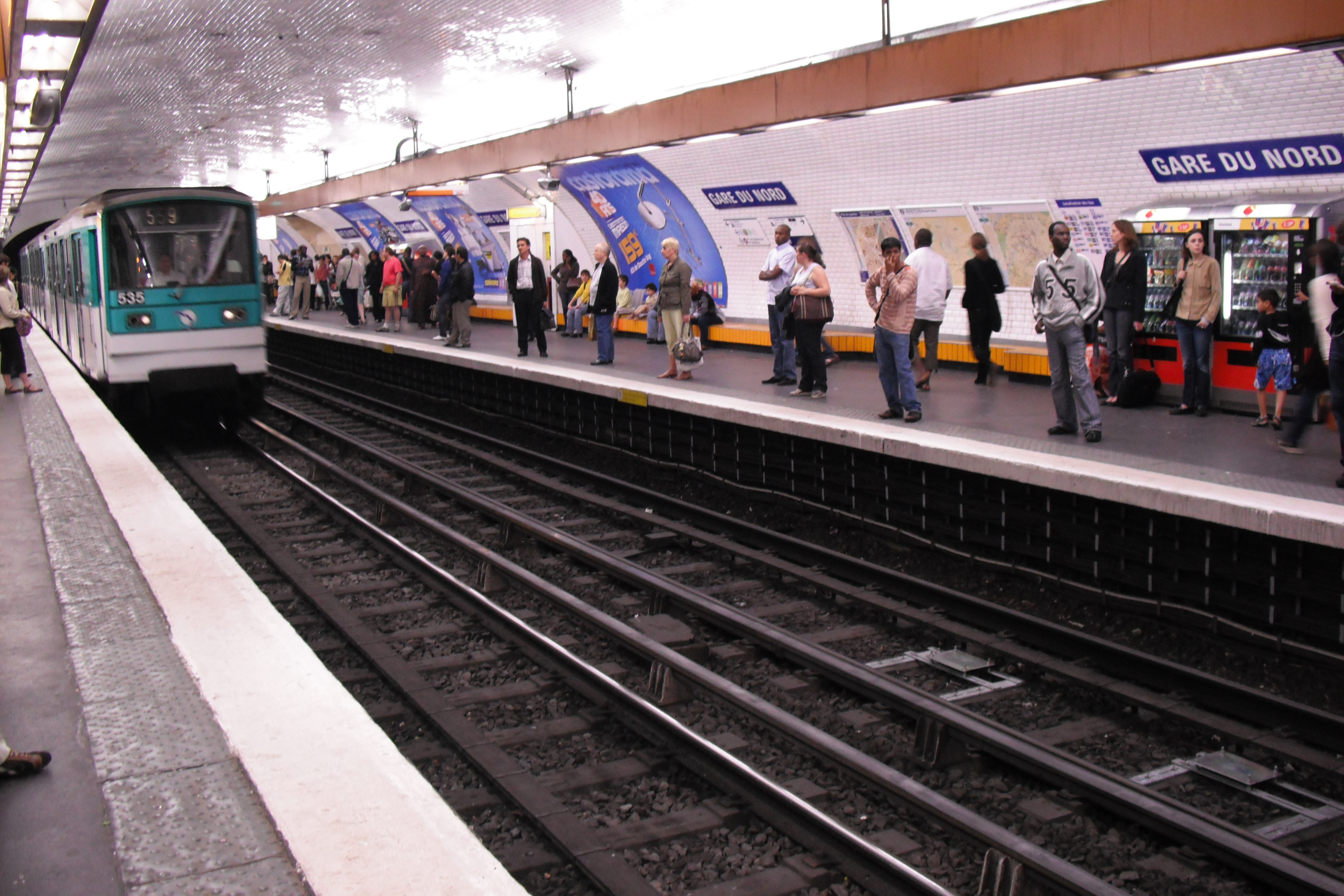
MF 67 sorozatú metrószerelvény érkezik
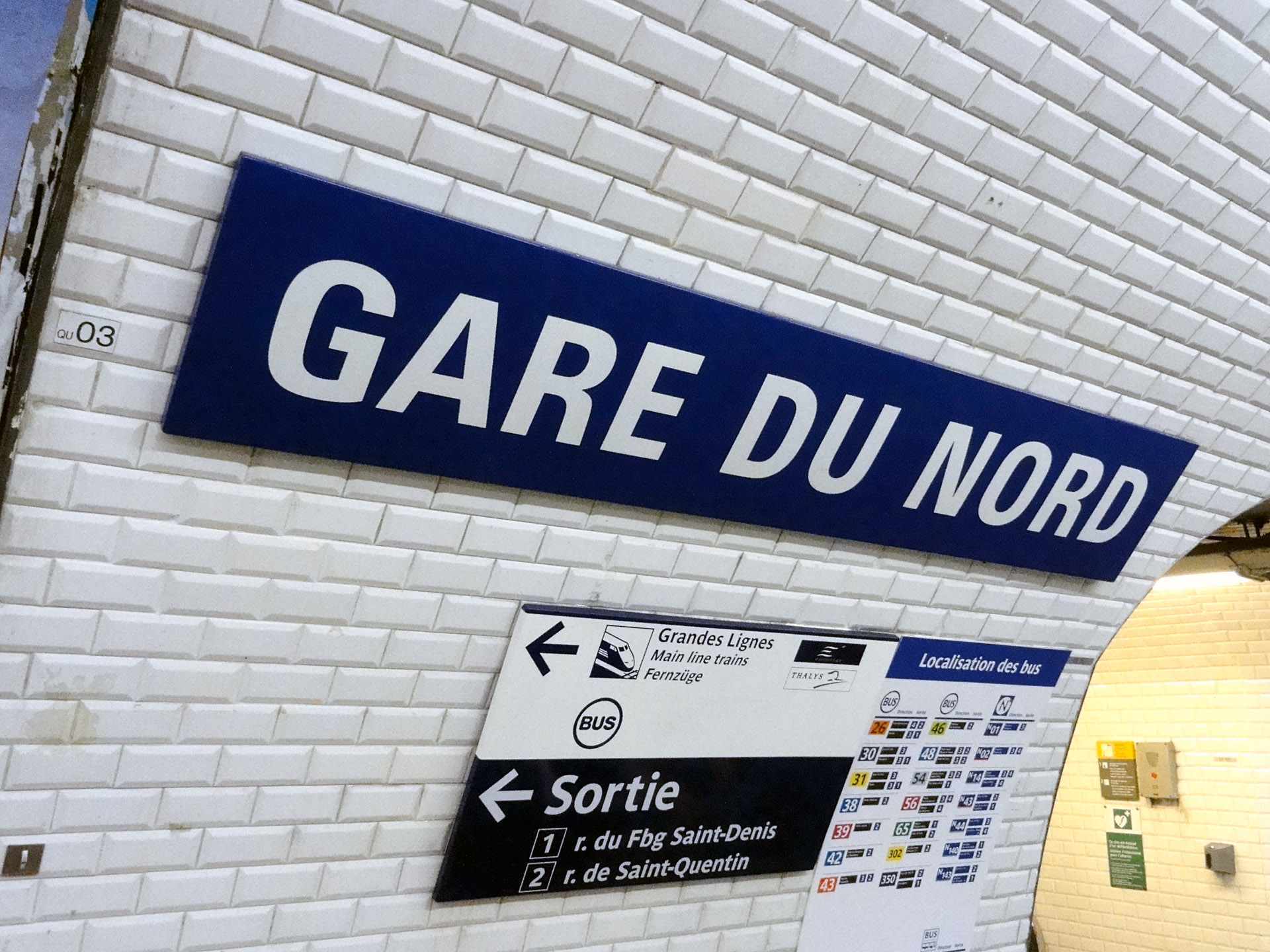
Az állomás névtáblája